# 天主教蒙特雷總教區
天主教蒙特雷總教區（拉丁語：Archidioecesis Monterreyensis）是羅馬天主教一個教省總教區，下轄七個教區。
總教區位於墨西哥新萊昂州，成立於1891年6月23日（其前身的利納雷斯教區成立於1777年12月15日），1922年6月9日易名至今。2006年有教友1,003,489人，佔轄區總人口91.2%。教區下轄五十八個堂區，有121名司鐸。現任教區總主教為羅赫略·卡布瑞拉·洛佩茲。